# Aguascalientes (ciutat)

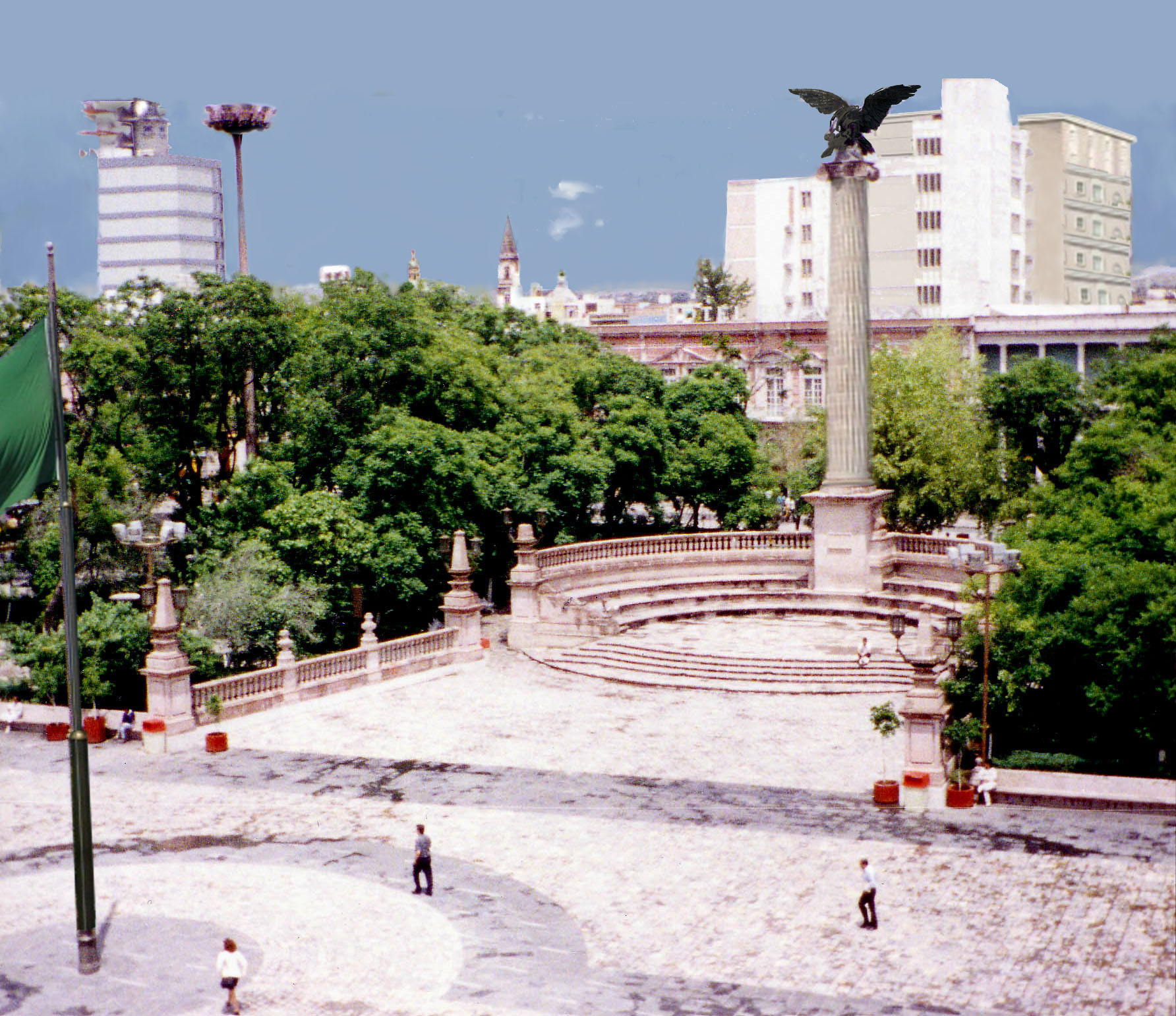
Plaça Pàtria de la ciutat d'Aguascalientes

Aguascalientes és la ciutat capital de l'estat homònim de Mèxic. Fundada el 22 d'octubre de 1575 es va convertir en la capital de l'estat quan aquest es va escindir de l'estat veí de Zacatecas el 1835. El nom en castellà significa «aigües calentes», en referència a les deus termals que es troben al territori. La població el 2005 era de 663.000 habitants, encara que l'àrea metropolitana inclou altres municipis amb una població total superior als 900.000 persones, i s'ha convertit en una de les aglomeracions de creixement més ràpid del país com a centre industrial. A la ciutat es troba la fàbrica de Nissan més gran del món fora del Japó, dues plantes de Texas Instruments, i altres plantes de robòtica i electrònica. La ciutat també és seu del festival més gran del país, la Feria de San marcos que atrau set milions de turistes cada any.

## Fills il·lustres
- Alfonso Esparza Oteo (1878-1950) compositor i cantant de música lleugera.